# Kamenný vrch (přírodní rezervace)
Kamenný vrch je přírodní rezervace v České republice, okrese Brno-město, v katastrálních územích Nový Lískovec a Kohoutovice v místní lokalitě Kameníky, na jihovýchodních svazích Kohoutovické vrchoviny. Důvodem ochrany je bohatý výskyt koniklece velkokvětého (Pulsatilla grandis), který zde vytváří největší populaci na světě, čítající 63 tisíc trsů těchto rostlin. Rezervace se překrývá s evropsky významnou lokalitou Kamenný vrch o rozloze 13,7752 ha. U ní je důvodem ochrany teplomilná květena a také výskyt střevlíka uherského (Carabus hungaricus).
Lokalita je z jihu a západu ohraničena ulicí Travní, její nejdůležitější částí jsou stepní porosty, v severní části zahrnuje také okraj lesa. Je částečně chráněna oplocením a vybavena naučnou stezkou z 8 panelů, zaměřenou především na dětské návštěvníky. Péče o rezervaci spočívá kromě údržby vybavení také v úklidu po návštěvnících, pravidelném kosení a odstraňování příliš rozrostlé nepůvodní vegetace. O rezervaci dlouhodobě pečuje brněnské sdružení Rezekvítek. Již třicet let zde každoročně probíhá dobrovolnická brigáda, tzv. Velká kameňáková brigáda, která je obdobou kosení bělokarpatských a beskydských luk.
Lokalita Kamenný Vrch byla vyhlášena chráněnou přírodní památkou usnesením Národního výboru města Brna 23. března 1978, jeho vyhláška ze dne 20. dubna 1989 ji určila jako chráněný přírodní výtvor. Do kategorie přírodní rezervace bylo toto území přeřazeno vyhláškou Ministerstva životního prostředí ČR 395/1992 Sb. ze dne 11. června 1992 pod názvem Kamenný vrch nad Myslivnou. Dne 22. prosince 2004 byla na tomto území nařízením vlády 132/2005 Sb. vyhlášena evropsky významná lokalita Kamenný vrch.

## Přírodní podmínky

### Geologie
Podloží území tvoří vyvřeliny brněnského masivu (granit, granodiorit, diorit), překryté mělkými půdami kyselé i nasycené variety kambizemě typické. Půdy jsou zde kamenité a silně vysýchavé.

### Flóra
Vedle koniklece velkokvětého (Pulsatilla grandis) a koniklece lučního (Pulsatilla pratensis subsp. bohemica) je zastoupena ostřice nízká (Carex humilis), dominující v teplomilných trávnících, dále černohlávek velkokvětý (Prunella grandiflora), len tenkolistý (Linum tenuifolium), len rakouský (Linum austriacum), lněnka lnolistá (Thesium linophyllon), modřenec chocholatý (Muscari comosum), sesel roční (Seseli annuum) či zahořanka žlutá (Orthantha lutea), keře růže šípkové (Rosa canina), růže vinné (Rosa rubiginosa), na severním okraji je lokalita porostlá borovicí lesní (Pinus sylvestris), borovicí černou (Pinus nigra), modřínem opadavým (Larix deccidua), dubem zimním (Quercus petraea), habrem obecným (Carpinus betulus) a lípou malolistou (Tilia cordata). Přítomnost borovic a modřínů na stepních částech lokality mění životní podmínky a mnohé populace se tímto limitujícím faktorem neumí vyrovnat. Proto je součástí managementu území pravidelné kosení a probírky v modříno-borových porostech.
Během extrémně suché periody v období 2018–2019 došlo k oslabení a následnému napadení kůrovcem (lýkožroutem) u více než 80 % jehličnanů na lokalitě (cca 1000 stromů). V roce 2019 došlo k plánovanému kácení a odstranění většiny uschlých borovic a modřínů ve spolupráci Lesů města Brna a neziskové organizace Rezekvítek, která o rezervaci Kamenný vrch pečuje. Na jaře roku 2021 v době, kdy byly v důsledku vyhlášení nouzového stavu kvůli epidemii viru covid 19 vycházky zdejších obyvatel omezeny jen na místo bydliště, došlo následkem zvýšené návštěvnosti lokality k poničení části přírodní rezervace.

### Fauna
Dominuje teplomilný hmyz, můra ozdobná (Perigrapha i-cinctum), nesytka šťovíková (Pyropteron triannuliformis), okáč kostřavový (Arethusana arethusa), z brouků krasci Sphenoptera antiqua a S. substriata, roháč obecný (Lucanus cervus) a střevlík uherský (Carabus hungaricus), plazy zastupuje ještěrka obecná (Lacerta agilis) a slepýš křehký (Anguis fragilis), hnízdí tu krutihlav obecný (Jynx torquilla), lejsek šedý (Muscicapa striata), pěnice vlašská (Sylvia nisoria) a ťuhýk obecný (Lanius collurio).

## Fotogalerie

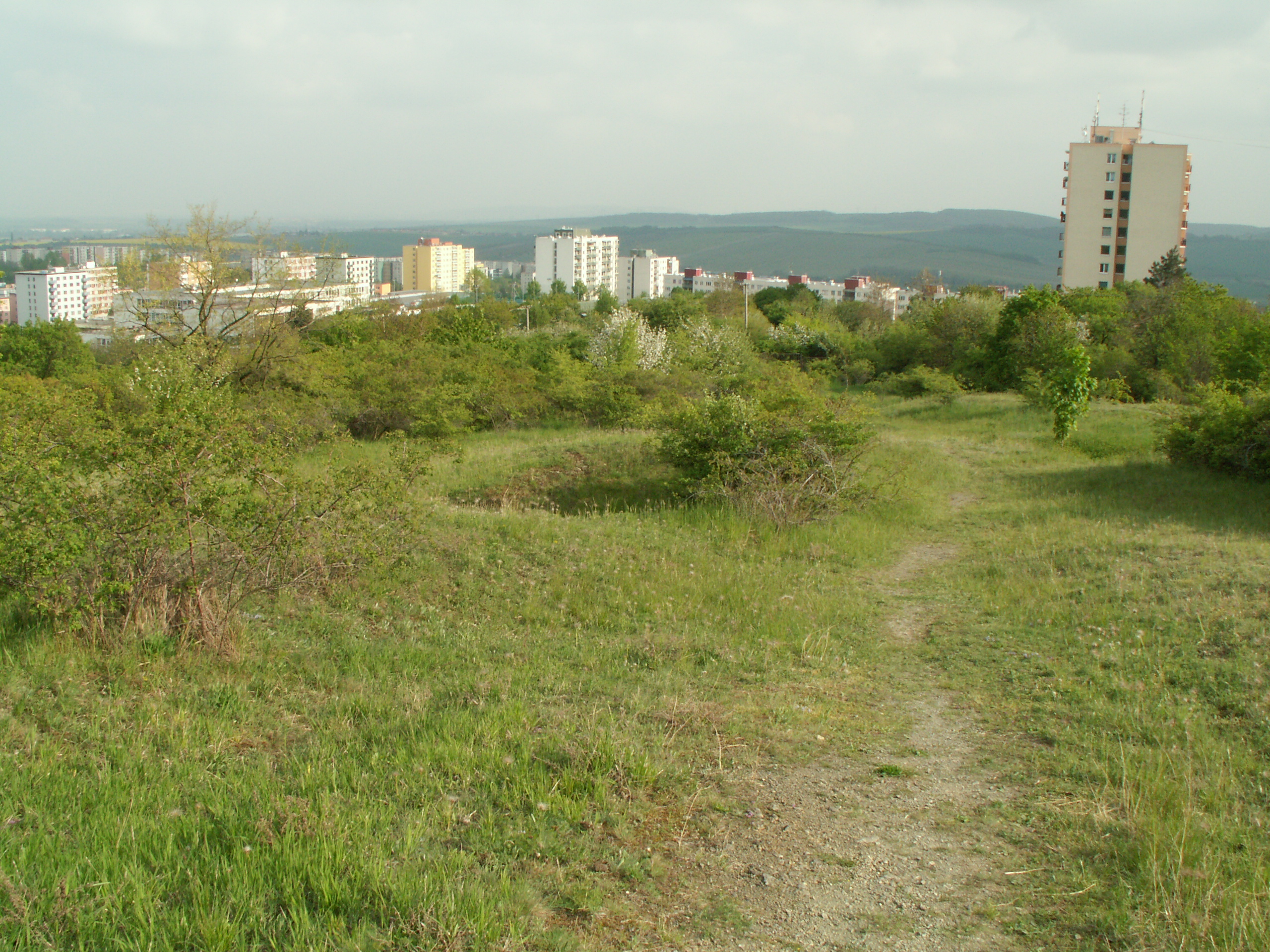
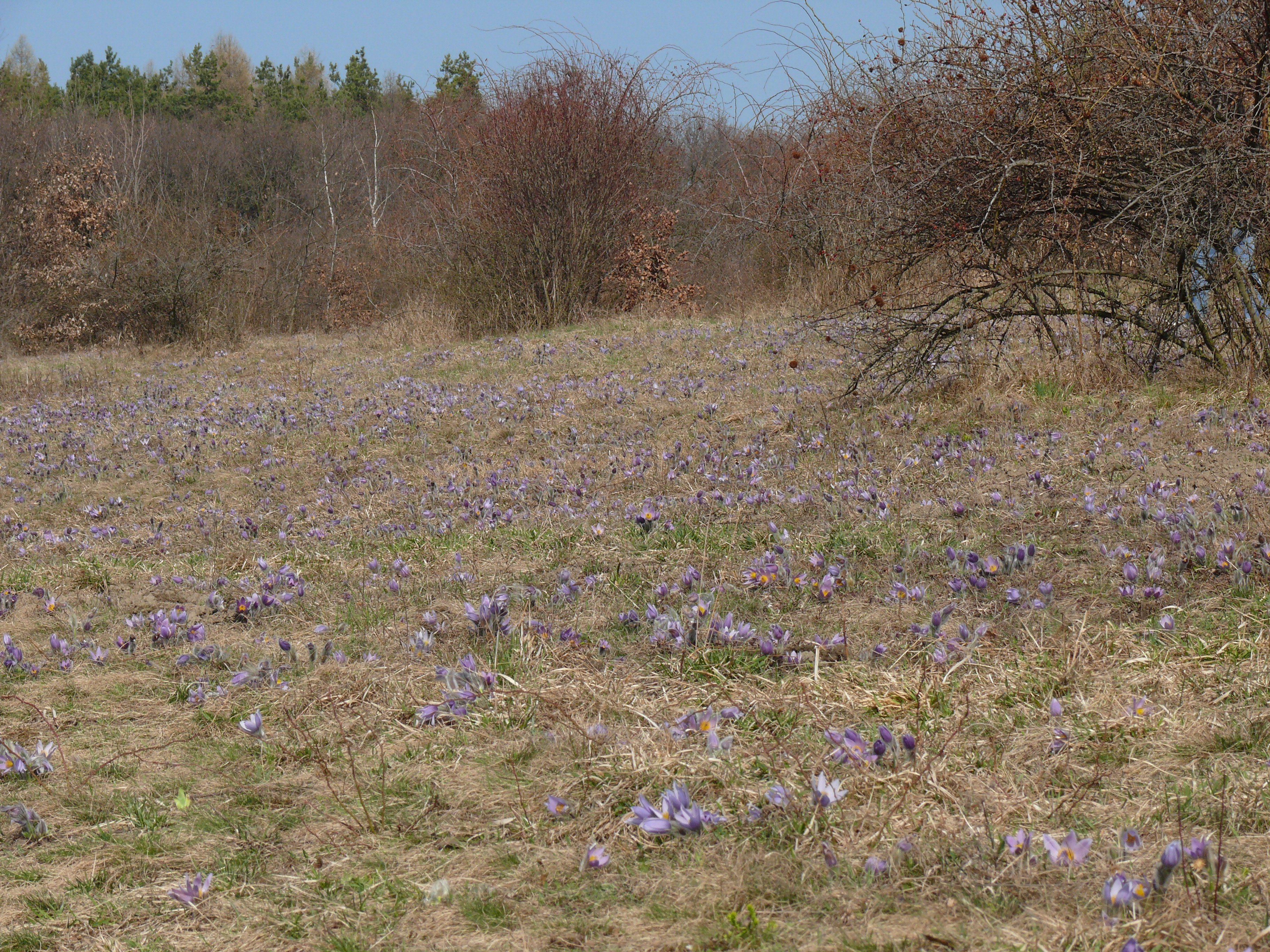
Pohled na rozkvetlé koniklece velkokvěté na lokalitě v roce 2011
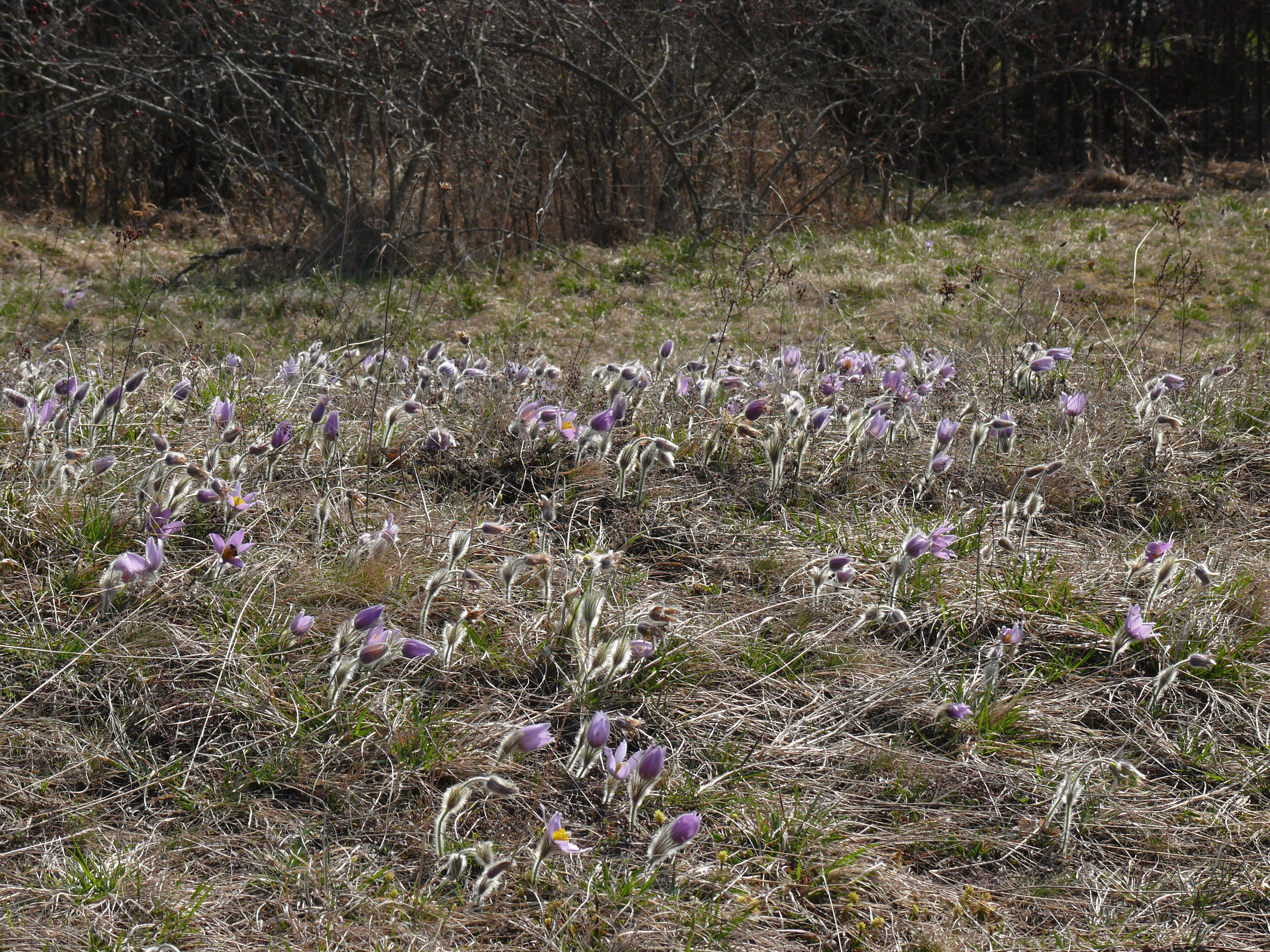
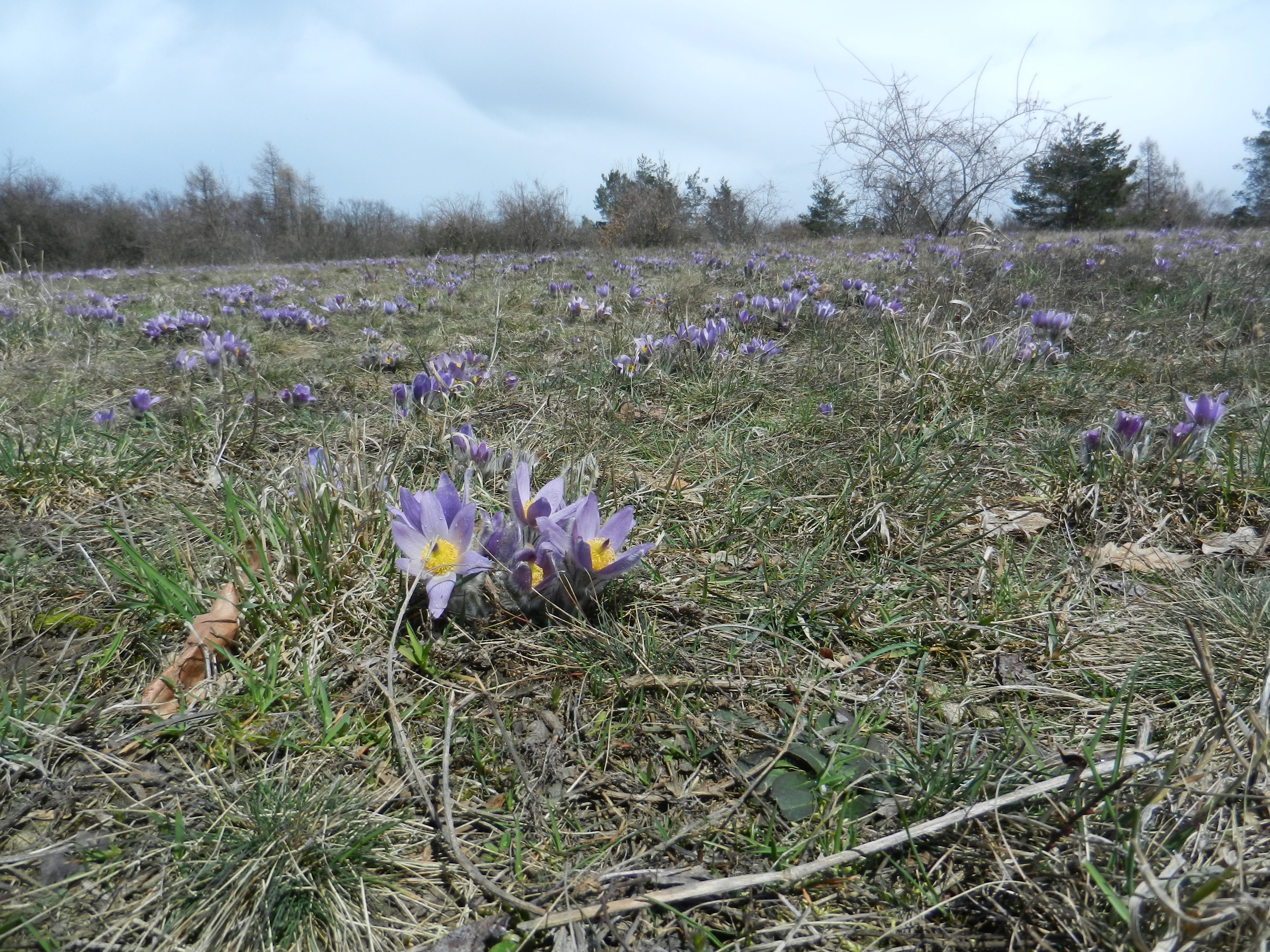
Lokalita v roce 2013
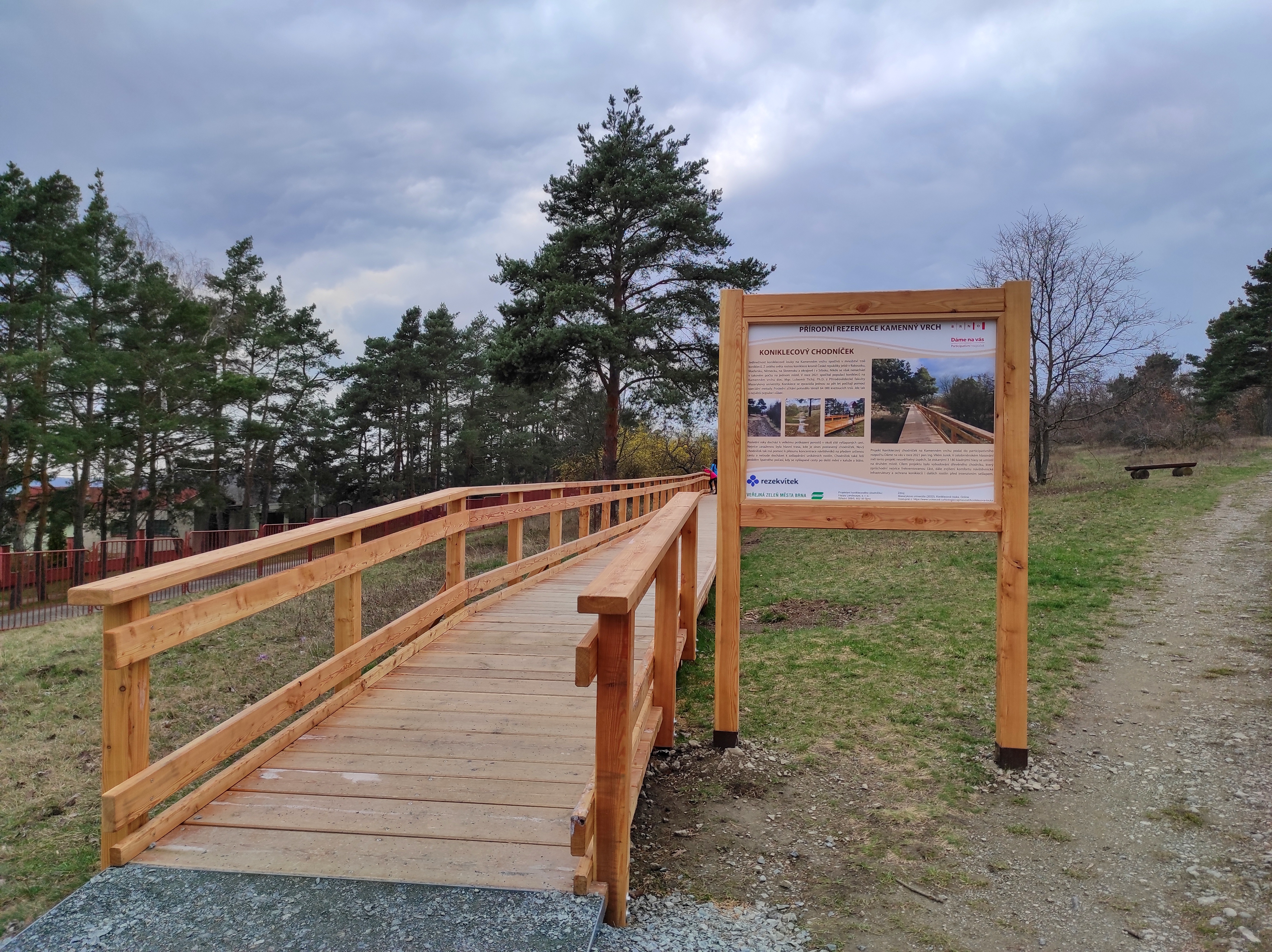
Dřevěná lávka v roce 2024